# Jean Nicolas
Jean Edouard Marie Nicolas (9 tháng 6 năm 1913 – 8 tháng 9 năm 1978) là một cựu cầu thủ bóng đá Pháp.
Sinh ở Nanterre, Nicolas chơi cho câu lạc bộ FC Rouen và khoác áo đội tuyển Pháp tham dự 2 World Cup 1934 và 1938, ghi được 2 bàn ở World Cup 1938.
Ông ghi tổng cộng 21 bàn trong 25 trận đấu cho đội tuyển quốc gia từ 1933 đến 1938. Đến nay ông vẫn có tên trong top 10 cầu thủ ghi bàn cho đội tuyển Pháp.

## Thành tích
- Vua phá lưới Giải vô địch bóng đá Pháp: 1938 (26 bàn)